# Девід Оттлі
Девід Оттлі (англ. David Ottley; нар. 5 серпня 1955, Вест-Террок, Ессекс, Велика Британія) — британський легкоатлет, олімпійський медаліст.

## Виступи на Олімпіадах
| Олімпіада         | Дисципліна    | Місце             |
| ----------------- | ------------- | ----------------- |
| Москва 1980       | метання списа | 14 (кваліфікація) |
| Лос-Анджелес 1984 | метання списа | 2                 |
| Сеул 1988         | метання списа | 11                |